# Санкт-Петербургское агентство прямых инвестиций
Санкт-Петербургское агентство прямых инвестиций (СПАПИ) создано в 2005 году при правительстве Санкт-Петербурга для информационной поддержки инвестиционной деятельности правительства Санкт-Петербурга и формирования привлекательного инвестиционного имиджа города. Компания является ОАО, 100 % акций Агентства принадлежат городу Санкт-Петербургу. Агентство подведомственно непосредственно Комитету по инвестициям и стратегическим проектам.
В настоящее время Санкт-Петербургское агентство прямых инвестиций оказывает полный комплекс маркетинговых услуг для исполнительных органов государственной власти, крупных российских и международных компаний.

## Направления деятельности
Санкт-Петербургское агентство прямых инвестиций предоставляет маркетинговую поддержку проектов: от разработки стратегических планов до оценки эффективности проведенных мероприятий.
Направления деятельности Агентства:
- стратегическое планирование
- event-менеджмент и организация бизнес мероприятий
- PR-сопровождение инвестиционных проектов
- PR-сопровождение на международных форумах и выставках
- медиакоммуникации
- мониторинг и аналитика СМИ
- разработка фирменного стиля и эксклюзивная полиграфия
- рекламные концепции и креатив

Проекты

## Реализованные event-проекты
- организация торжественной церемонии заливки первой сваи нового пассажирского терминала аэропорта «Пулково» с участием председателя Правительства РФ В. В. Путина,
- разработка дизайна и оформления стендов, создание концепции участия и PR-сопровождение делегации Правительства Санкт-Петербурга на выставке MIPIM Cannes (Канны), Expo Real (Мюнхен), PROEstate (СПб), Петербургском экономическом форуме (СПб);
- организация торжественного открытия международного инвестиционного форума Proestate с участием Губернатора Санкт-Петербурга В. И. Матвиенко;
- организация торжественного приема от имени Губернатора Санкт-Петербурга в честь открытия форума «PROEstate»;
- организация церемонии подписания соглашения о строительстве Орловского тоннеля под рекой Невой между Правительством Санкт-Петербурга и инвестором в рамках Петербургского экономического форума;
- разработка концепции участия и деловой программы, PR-сопровождение делегации консорциума «Helector SA — Aktor Concessions — Aktor S.A.» (Греция) на международном форуме Сочи;
- презентация технологии консорциума «Helector SA — Aktor Concessions — Aktor S.A.» для мусороперерабатывающего завода в Янино.

## Имиджевые проекты

### Журнал «Гид по инвестициям. Санкт-Петербург»
«Гид по инвестициям. Санкт-Петербург» — ежеквартальное официальное издание Комитета по инвестициям и стратегическим проектам. Журнал рассказывает об инвестиционных возможностях Санкт-Петербурга, дает компетентный обзор основных тенденций и нововведений в сфере сопровождения инвестиционного процесса.
Аудитория издания — инвесторы, владельцы бизнеса, топ-менеджеры частных компаний и руководители государственных структур.
Журнал выходит на русском и английском языках и является официальным информационным партнером Санкт-Петербурга на международных инвестиционных форумах.
«Гид по инвестициям. Санкт-Петербург» признан лучшим медиа государственной структуры России-2010. Журнал получил первую премию в этой номинации в рамках независимого всероссийского конкурса «Лучшее корпоративное медиа года», который проходит ежегодно при поддержке Ассоциации Корпоративных Медиа и директоров по коммуникациям России (АКМР), Гильдии издателей периодической печати (ГИПП), Российской Ассоциации по связям с общественностью (РАСО), Рекламной Федерации Регионов (РФР) и других.

### Геоинформационная система инвестора Санкт-Петербурга
Геоинформационная система инвестора Санкт-Петербурга (www.investinfo.spb.ru) — полноценный аналитический инструмент в сети Интернет, который позволяет провести комплексный анализ текстовых и картографических данных о рынке недвижимости Санкт-Петербурга.
Система предоставляет данные, необходимые для оценки доходности вложения средств в проект, его конкурентного окружения, перспектив развития территории.
Одна из основных компонент системы — интерактивная электронная карта, содержащая более 40 информационных слоев данных о Санкт-Петербурге. Навигация обеспечивает поиск по типам объектов, сегментам рынка недвижимости, функциональному назначению и площади зданий и территорий, а
также включает объекты, готовящиеся к продаже с торгов Фондом имущества. Все данные об объекте сводятся в единый отчет.

### Карта гостя Санкт-Петербурга
Санкт-Петербургское агентство прямых инвестиций курирует и продвигает программу туристической лояльности «Карта гостя Санкт-Петербурга». Это электронная карта, в стоимость которой включены две обзорные экскурсии по городу (на двухэтажном автобусе и на катере по рекам и каналам Санкт-Петербурга), бесплатный проход в государственные музеи города, а также дисконтная программа от 10 % до 70 % на проезд, проживание, развлечения.
В июне 2011 года «Карта гостя Санкт-Петербурга» включена в программу развития Санкт-Петербурга как туристского центра до 2016 года.

## Пресс-центр
Пресс-центр Санкт-Петербургского агентства прямых инвестиций — это площадка для проведения бизнес-мероприятий на высоком уровне, расположенная в здании-памятнике архитектуры XIX века. Два современных зала оборудованы демонстрационной техникой, профессиональными системами воспроизведения звука, а также системами видеоконференций и синхронного перевода. Этот проект ориентирован на бизнес-среду Санкт-Петербурга.
С момента открытия (сентябрь 2010) в пресс-центре Санкт-Петербургского агентства прямых инвестиций прошли несколько десятков мероприятий с участием первых лиц Санкт-Петербурга и топ-менеджеров международных компаний: пресс-конференция по итогам государственного конкурса на строительство мусороперерабатывающего завода в Янино, пресс-конференция по итогам работы за 2010 год компании «NCC Недвижимость», мастер-класс Ирины Хакамады, подведение итогов конкурса «Каисса» Ассоциации риэлторов Санкт-Петербурга и Ленинградской области, выставочные залы Aurora Fashion Week.